# Công quốc Ngoại Baldonia
Công quốc Ngoại Baldonia (tiếng Anh: Principality of Outer Baldonia) là một vi quốc gia hiện không còn tồn tại ở Canada. Nó tuyên bố phần cực nam của Quần đảo Tusket (rộng 16,000 m2), cách mũi phía nam của tỉnh Nova Scotia 8 hải lý (15 km) là lãnh thố của mình.
Nó được thành lập vào năm 1949, với cư dân là những người đánh cá. Phụ nữ không có quyền công dân. Đây là một trong những vi quốc gia hoàn chỉnh nhất, với hiến chương, quốc kỳ và một lực lượng quân sự có tổ chức. Mặc dù vậy, thủ đô của nước này chỉ là một tòa nhà bằng đá, được gọi là "Cung điện Hoàng gia" và cũng là công trình nhân tạo duy nhất trên đảo. Đến năm 1973, nó đã bị bán đi bởi chính lãnh đạo của nó, và hiện đang được sở hữu bởi chính quyền tỉnh Nova Scotia.

## Địa lý và nhân khẩu

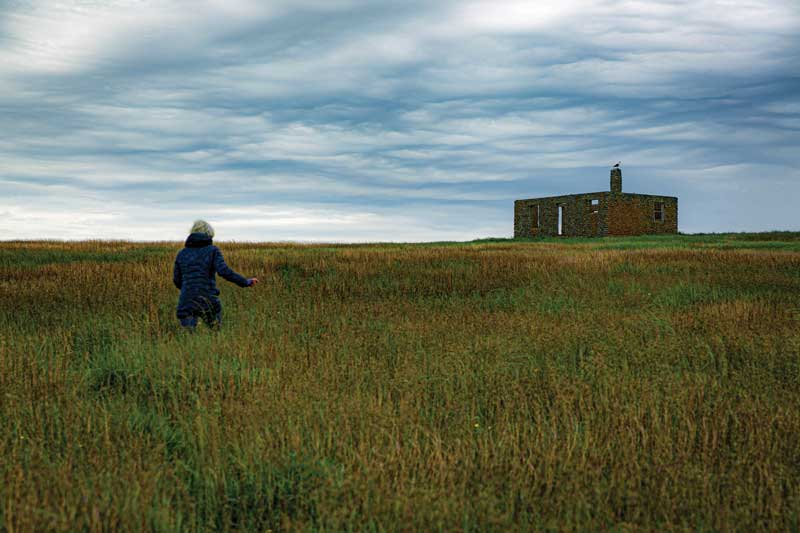
Cung điện Hoàng gia - thủ đô của Ngoại Baldonia